# Vlaamse Erfgoedbibliotheken
Vlaamse Erfgoedbibliotheken vzw is een door de Vlaamse overheid gesubsidieerde dienstverlenende organisatie voor erfgoedbibliotheken. De vzw is een samenwerkingsverband van zes Vlaamse bibliotheken met belangrijke erfgoedcollecties. De participerende bibliotheken bevinden zich verspreid over Vlaanderen, met in elke provincie ten minste één bibliotheek:
- Erfgoedbibliotheek Hendrik Conscience (Antwerpen)
- Universiteitsbibliotheek Antwerpen
- Openbare Bibliotheek Brugge
- Universiteitsbibliotheek Gent
- KU Leuven Bibliotheken
- Bibliotheek Hasselt Limburg

In Vlaanderen zijn zo'n 170 bibliotheken en andere instellingen in het bezit van cultureel of wetenschappelijk belangrijk documentair erfgoed en een twintigtal daarvan bewaart een topcollectie. De opdracht van de Vlaamse overheid houdt dan ook in dat de vzw Vlaamse Erfgoedbibliotheken zich in de eerste plaats richt op thema's die aan dit volledige veld van bewaarbibliotheken ten goede kunnen komen.

## Opdracht
De opdrachten van de Vlaamse Erfgoedbibliotheken omschreven in artikel 78 van het Vlaamse Cultureel-erfgoeddecreet van 6 juli 2012 luiden:
- een gecoördineerd collectiebeleid voor erfgoedbibliotheken in Vlaanderen ontwikkelen, in het bijzonder voor Flandrica;
- expertise over de bewaring van cultureel-erfgoedcollecties van erfgoedbibliotheken op te bouwen en ter beschikking stellen;
- expertise over de digitalisering van cultureel-erfgoedcollecties van erfgoedbibliotheken op te bouwen en ter beschikking stellen;
- het duurzaam bewaren, toegankelijk maken en verspreiden van cultureel-erfgoedcollecties van erfgoedbibliotheken in digitale vorm ondersteunen;
- cultureel-erfgoedcollecties van erfgoedbibliotheken bibliografisch te ontsluiten en expertise daarover verspreiden;
- cultureel-erfgoedcollecties van erfgoedbibliotheken cultureel ontsluiten.

## Ontstaan
In 2005 werd onder impuls van de Stadsbibliotheek Antwerpen (nu de Erfgoedbibliotheek Hendrik Conscience) het 'Overlegplatform Bewaarbibliotheken Vlaanderen' opgestart. Dit samenwerkingsverband, later 'Erfgoedbibliotheken Vlaanderen' genoemd, had als doel de bewaar- en erfgoedbibliotheeksector in Vlaanderen op de kaart te zetten. Dit resulteerde in het opnemen van een 'Vlaamse Erfgoedbibliotheek' in het Cultureel-erfgoeddecreet 2008. De 'Vlaamse Erfgoedbibliotheek' werd in september 2008 opgericht als vzw en werd officieel voorgesteld in juni 2010. Begin 2019 veranderde de naam van de organisatie naar 'Vlaamse Erfgoedbibliotheken', om aan te geven dat de organisatie geen bibliotheek is maar een samenwerkingsverband van en dienstverlener voor Vlaamse erfgoedbibliotheken.

## Initiatieven
De vzw Vlaamse Erfgoedbibliotheken brengt het bibliotheekerfgoed in Vlaanderen in kaart door het ontwikkelen van de Collectiewijzer Erfgoedbibliotheken, de Short Title Catalogus Vlaanderen en Abraham. Catalogus van Belgische kranten. De organisatie draagt bij aan professionalisering en standaardisering in de bibliotheeksector door de ontwikkeling van standaarden en modellen, zoals de Universal Procedure for Library Assessment (UPLA) en Cometa, een model voor het maken van beschrijvingen van collecties
Via digitaliseringsprojecten maakt de vzw Vlaamse Erfgoedbibliotheken erfgoed in bibliotheken beschikbaar voor een breed publiek. Zo ontwikkelde de organisatie Flandrica.be, een portaalsite voor integraal gedigitaliseerd materiaal bewaard in Vlaamse erfgoedbibliotheken, en Nieuws van de Groote Oorlog, een digitaliseringsproject voor kranten uit de periode van de Eerste Wereldoorlog (in samenwerking met het Vlaams Instituut voor Archivering, FARO, PACKED en dertien cultureel-erfgoedinstellingen).

## Prijzen
In 2013 ontving de vzw Vlaamse Erfgoedbibliotheken de Cultuurprijs van de Vlaamse Gemeenschap voor Cultureel Erfgoed. De jury vond de organisatie illustratief voor de rol die een kleine intermediaire organisatie kan spelen om muren te slopen tussen de verschillende bewaarinstellingen: "De Vlaamse Erfgoedbibliotheek heeft zich op korte tijd ontwikkeld tot een gerespecteerde ondersteunende organisatie. Ze slaagt erin om heel verschillende types bibliotheken (in musea, archieven, kloosters, universiteiten, openbare bibliotheken, ...) met elkaar te laten samenwerken. De communicatie is dynamisch en maakt intelligent gebruik van de nieuwe media."
De vzw Vlaamse Erfgoedbibliotheken won drie keer een Bib Web Award, een prijs voor een verdienstelijk online initiatief binnen de Vlaamse bibliotheek-, documentatie- en informatiesector. In 2010 kreeg de website van de organisatie brons in de categorie 'Sites van vakorganisaties/belangenverenigingen'. In 2014 was de speciale 'Prijs van de Bibliotheekschool' voor het crowdfundingsproject Boekensteun. In 2017 won de website van de multimediale tentoonstelling Conn3ct: Impact van drukpers en sociale media goud in de categorie 'Groot gezien'.